# Virgil Flonda
Virgil Flonda (n. 14 decembrie 1948 – d. 27 iulie 2006) a fost un actor român de film și teatru.

## Biografie
Virgil Flonda s-a născut pe data de 14 decembrie 1948 în satul Marin, unde a urmat și școala generală. El va fi primul și singurul consătean de-al nostru care va urma o carieră actoricească.
În anul 1977, Virgil Flonda absolvă Institutul de Artă Teatrală și Cinematografică (IATC) București. Activitatea sa artistică s-a desfășurat, în principal, la Teatrul Național „Radu Stanca” din Sibiu unde a fost actor, iar o anumită perioadă a îndeplinit și funcția de director artistic. Era membru UNITER (Uniunea Teatrală din România) și a interpretat numeroase roluri în teatru și film. 
Spectatorii s-au putut bucura să-l vadă pe actorul Flonda pe scenă timp de aproape trei decenii în: Hamlet – „Hamlet” de W. Shakespeare, clasa profesorului Dem Rădulescu, lector Adriana Piteșteanu, Studioul Casandra (examen de stat) – 1977; Andjev – „Alegeți-l singur” de Ivan Bucavkan, regia Florin Fătulescu și Dorante – „Jocul dragostei și al întâmplării” de Marivaux (1978); Ugarov – „Anecdote provinciale” de A. Vampilov, regia Mihai Lungeanu (1979); Insul 6 – „Pluta meduzei” de Marin Sorescu, regia Florin Fătulescu, Teatrul de Stat Petroșani și Roșca – „Petru Rareș” de Horia Lovinescu, regia Florin Fătulescu (1980); Eumet – „Oedip salvat” de R. Stanca, regia Iulian Vișa (1981); Kylroi – „Camino Real” de T. Williams, regia Iulian Vișa (1982); Soțul – „Capcană pentru un om singur” de R. Thomas, regia Radu Basarab și Aristotel – „Violetele” de G. Cheade, regia Iulian Vișa (1983); Tournel – „Puricele în ureche” de G. Feydeau, regia Matei Varodi (1984); Hugh Preston – „Week-end de adio” de M. J. Sovajon, regia Radu Basarab (1985); Figaro – „Ziua cea mai nebună” de Peter Turini, regia Radu Basarab (1986); Higins – „Pygmalion” de G.B. Shaw, regia Mc Ranin (1987); Victor – „Lunga poveste de dragoste” de Tudor Popescu, regia Cristina Ioviță (1988); Ștefan – „Nu ne naștem toți la aceeași vârstă” de Tudor Popescu, regia George Marinescu (1989); Eroul – „Cartoteca” de Ruzewicz, regia Iulian Vișa (1991); Chang – „Chang-Eng” de Goran Tüngstron, regia Iulian Vișa și Actorul I – „Decameronul” după Alexander Hausvater, regia Iulian Vișa (1992); Vanea – „Unchiul Vanea” de A.P.Cehov, regia Ovidiu Lazăr (1994); Marat – „Marat-Sade”  de Peter Weis, regia Tino Geirun, la Teatrul Național Tg.Mureș (1995); Actorul – „Azilul de noapte” de Maxim Gorki, regia Vtalie Lupașcu (1996); Himlicht – Mein Kampf de Georg Tabori, regia Christian Notteger în cadrul Wiener Festwochen – Viena și produs de Pygmalion Theater (1998); Mîșkin – „Idiotul” după Dostoievski, regia Andriy Zholdak (2000); „Pilafuri și parfum de măgar” – după Cartea celor 1001 de nopți, regia Silviu Purcărete (2001); Iago – „Othello?!” adaptare după W. Shakespeare, regia Andriy Zholdak (2002); „Cumnata lui Pantagruel” – omagiu lui Rabelais, regia Silviu Purcărete (2003); Vladimir – „Așteptându-l pe Godot” de S. Beckett, regia Silviu Purcărete (2005).
Actorul Virgil Flonda a jucat în 8 filme realizate de regizori celebri, români și străini: Robert de Mortaigne – „Wilhelm Cuceritorul”, regia Gilles Grangier (1981); Scoruș – „Întâlnirea”, regia Sergiu Nicolaescu (1982); Cocoșatul – „Horea”, regia Mircea Mureșan (1984); Colonelul Franz K – „Noi cei din linia întâi”, regia Sergiu Nicolaescu (1985); Jack – „Mircea”, regia Sergiu Nicolaescu (1988); Paracliserul – „Coroana de foc”, regia Sergiu Nicolaescu (1990); Victor – „A unsprezecea poruncă”, regia Mircea Danieluc (1991); Lucian Blaga – serialul de televiziune „Dumnezeu s-a născut la sat”, regia Grid Modorcea (1995).
Activitatea celebrului actor a cuprins și cercetări teatrale în cadrul Festivalului Internațional de Teatru de la Sibiu – secțiunea “spectacole de lectură”: „Femeia din manuscris” de Lia Bugnar; „Adorația” de Jan René Lemoine; „Pentru Alejandra” de Allan Graubard; „Epilog” de Ștefan Caraman; „Zile de 1 Mai” de David Edgar; „Totuși” de Rosalind Haslett (anul 2003); „Copilul din spatele ochilor” de Nava Semel; „Viața fără lecții” de Sally Clark; „Ultimul bufon” de Samuel Kalatyan; „Meduza” de Gavin Kostik; „Irealități din estul sălbatic imediat” de Gianina Cărbunariu; „Descheiat la cataramă” de Brayan Reynolds (anul 2004); „Femei în ghips” de Mircea Danieluc; „Carmen 2” de Dimitry Minchenok; „Scrisori de dragoste către Stalin” de Juan Mayorga; „Joc de interior” de Jaques de  Decker; „Edie înfruntă răul” de Lisa Beth Kovetz; „Departe de cei dragi” de Gerald Murphy (anul 2005). 
În perioada 2000-2003, Virgil Flonda realizează o serie de spectacole în cetăți și alte spații non-convenționale: „Un cneaz valah la porțile Sibiului” din lirica lui Radu Stanca – Cetatea Câlnicului și Holul  Facultății de Litere în cadrul Festivalului „Lucian Blaga” Sebeș; „Podul de piatră” – spectacol realizat după textele poetului Mircea Ivănescu la Palatul Cotroceni –  în cadrul Festivității de acordare a  premiului de Excelență lui Mircea Ivănescu (anul 2000); „Cântec pentru anul 2000” din lirica lui Lucian Blaga – Cetatea Câlnicului și Holul Facultății de Litere în cadrul Festivalului „Lucian Blaga” Sebeș (anul 2001); „Meșterul Manole” – spectacol bazat pe texte culese din balada populară și piesa lui Lucian Blaga – Cetatea Câlnicului și Holul  Facultății de Litere în cadrul Festivalului „Lucian Blaga” Sebeș și  Cetatea Mediașului (anul 2003). 
Dintre cele mai importante turnee ale actorului, le amintim pe cele din ultimii ani ai activității sale:  Festivalul „Baltic Dom” Sankt Petersburg – spectacolele „Pilafuri și parfum de măgar” după cartea celor 1001 de nopți, regia Silviu Purcărete și „Othello?!” după Shakespeare, regia Andriy Zholdak (anul 2002); Turneu la Budapesta, Ungaria spectacolul „Cumnata lui Pantagruel”, omagiu lui Rabelais, regia Silviu Purcărete Turneu la Tokio, Japonia – spectacolul „Idiotul”, după Dostoievski, regia Andriy Zholdak Turneu la Cividale, Italia – spectacolul „Idiotul”, după Dostoievski, regia Andriy Zholdak (anul 2003); Festivalul Coup de Chaufe A Cogniac, Franța – spectacolul „Cumnata lui Pantagruel”, omagiu lui Rabelais, regia Silviu Purcărete; Turneu în orașele Bayone, Sene sur Mere, Paris – Franța – spectacolul „Cumnata lui Pantagruel”, omagiu lui Rabelais, regia Silviu Purcărete; Festivalul Teatrului European Porto, Portugalia – spectacolul „Cumnata lui Pantagruel”, omagiu lui Rabelais, regia Silviu Purcărete (anul 2004); Festivalul „Chalon dans la rue” Chalon sur Saðne – Franța – spectacolul „Idiotul”, după Dostoievski, regia Andriy Zholdak; Festivalul de la Chunchon, Coreea de Sud  – spectacolul „Idiotul”, după Dostoievski, regia Andriy Zholdak; Festivalul de la Pohang, Coreea de Sud, spectacolul „Idiotul”, după Dostoievski, regia Andriy Zholdak; Festivalul Teatrului European Roma, Italia – spectacolul „Cumnata lui Pantagruel”, omagiu lui Rabelais, regia Silviu Purcărete; Turneu la Ulm, Germania – spectacolul „Pilafuri și parfum de măgar” după cartea celor 1001 de nopți, regia Silviu Purcărete; Turneu la Freiburg, Germania – spectacolul „Pilafuri și parfum de măgar” după cartea celor 1001 de nopți, regia Silviu Purcărete (anul 2005).
În perioada 2002 – 2003, actorul Flonda a fost titularul a două contracte de cercetare internationale: „Theatre as a social integrator” și „Reintegrating young people by performing arts”. De asemenea, a publicat două articole de specialitate în reviste recunoscute CNCSIS, după cum urmează: „Dramatis persone. Personajul dramatic Danton” și „Dramatis persone. Personajul dramatic Marat” în revista Atelier – Publicație bianuală a Departamentului Studii, Cercetări, Experimente al catedrei de Arta Actorului, Facultatea de Teatru, UNATC „I. L. Caragiale” București din cadrul Centrului pilot de cercetări, studii și Creație artistică „Teatru-Cinematografie Media”.
Redăm, în continuare, gândurile așternute pe hârtie de trei neprețuiți colaboratori și prieteni ai celebrului actor. Oameni care l-au cunoscut îndeaproape, l-au stimat și l-au îndrăgit, deopotrivă. Personalități de primă mărime ale lumii culturale și universitare românești care îl regretă profund și au scris cuvinte frumoase și emoționante în memoria marelui dispărut.
Marian Popescu, critic de teatru, profesor al Universității «Lucian Blaga» din Sibiu între 1996 și 2009 scrie În amintirea lui VIRGIL FLONDA: „… Actor din stirpea rară a celor care ating excelența în vocație, Virgil a crezut în teatru, în drumul foarte greu pe care mulți apucă dar pe care puțini îl termină cu credință. Scrisesem despre el din anii 1980, îl remarcasem într-un spectacol realizat de Iulian Vișa atunci, și urma să îl cunosc abia după ce am început să predau la catedra de Artă Teatrală a Facultății de Litere și Arte de la Sibiu. Fără Virgil, un pasionat și tenace constructor, catedra, ca și Teatrul «Radu Stanca», unde a fost director artistic pînă în ultima sa clipă, nu s-ar fi putut dezvolta. A lucrat cu mari regizori și a încântat mii de spectatori prin rolurile sale în teatru (dar și în film). Comunitatea, publicul sibian, în special, îi datorează mult căci omul era o prezență  elegantă și constructivă. Am observat la el, lucru rar întâlnit azi, un devotament pentru o cauză, un instinct de luptător și un umor special. În public, nu puteai să nu îl observi, câteodată ceva tăios strălucea în personalitatea sa, ca un avertisment. Deplângea ticăloșia multora, unii foarte apropiați. Când o prietenie devine apăsătoare, e trist, dar Virgil putea să treacă peste ea pentru a putea afirma credința sa într-o artă, teatrul, care aduce satisfacții de o clipă. Omul și-a însușit o misiune precum un credincios o cauză. Venea din lumea actorilor speciali, creați de marele regizor polonez Jerzy Grotowski, dar fără să fi fost la școala acestuia. Uneori știi fără să înveți. S-a pregătit pentru fiecare rol în teatru și în film fără să uite o secundă că nu răsplata, ci efortul total e acela care dă satisfacția lucrului bine făcut. Era pe un drum al lui, dificil, dar special.
Virgil Flonda a fost un astfel de misionar, un artist conștient că pasiunea și vocația sunt mereu dublate de un efort, de un sacrificiu pentru care nu există decât recunoașterea publicului de o seară. Creațiile sale în teatru, interesul său în actul pedagogic timp de un deceniu au dat consistență unui drum singular în teatrul românesc. Un drum autentic în mica lume a marii performanțe. Câți, oare, l-au cunoscut ? Câți, oare, l-au recunoscut ?”
Ion Onuc Nemeș – jurnalist, profesor universitar la Facultatea de Jurnalism din Sibiu – își sintetizează mesajul său pentru prietenul artist, sub titlul VIRGIL FLONDA – ARTISTUL TOTAL. Profesorul sibian își amintește ... „L-am invitat la o întâlnire cu studenții Facultății de Jurnalistică din Sibiu. Era la scurtă vreme după întoarcerea sa din Austria unde, timp de un an, a jucat la un teatru vienez. Cu toate că nu cunoștea limba germană, a învățat textul rolului pe de rost, gazdele fiind uimite de accentul german perfect pe care l-a dobândit într-un foarte scurt timp. În dialogul cu studenții, le-a vorbit despre pasiune, despre perseverență, despre dăruire,despre bucuria muncii, despre asumarea unui lucru cu toată ființa ta, despre conștiința profesională și conștiința civică… Avea în felul său de a vorbi o lumină ce venea dintr-o ardere interioară intensă, aceeași pe care o avea și pe scenă și în viața de fiecare zi. Pentru că la Virgil Flonda viața se confunda cu însăși profesia de actor, așa cum profesia se suprapunea cu supra de măsură peste viața sa. Se spunea despre el că e un artist total. În fața acestei definiții, mă întreb: câte scene dramatice se pot mândri cu norocul de a avea astfel de actori?!”
Constantin Chiriac – Directorul Teatrului Național din Sibiu – încearcă să surprindă în cuvinte simple, dar cât se poate de sugestive, pe artistul, dar și pe omul Virgil Flonda: „Virgil Flonda a fost, este și va fi unul din cei mai frumoși oameni pe care i-am întâlnit vreodată. Îi aduc acest omagiu în virtutea unei prietenii ce ne-a legat dincolo de limite, încercând să spun prin cuvinte ceea ce numai necuprinsul poate exprima.
A fost un om mândru. Un artist născut, nu făcut! Orice costum – de la prinț la cerșetor – cădeau bine pe trupul lui de gimnast. Cerea mult, dar oferea fără limite. Era un om sever. Ura trădarea. Era cinstit și adevărat în tot ce făcea. Știu că cei ce vor citi ceea ce scriu eu acum vor spune: Omul ăsta a avut numai calități? Chiar era perfect? Nu! Dar a fost un om ales, un mare artist, un om plin de har și dedicație. Avea un suflet de copil în pofida severității și a aurei sale de singuratic. Credea cu încăpățânare în prietenie. Avea idealuri! Iubea cu adevărat și fără limite! Ca toți oamenii mari, se ascundea în solitudine.
Pentru cei care-l cunoșteau cu adevărat era un om plin de umor și de poezie. Era cel mai sever dar și cel mai adorat profesor al școlii de
teatru de la Universitatea  Lucian Blaga din Sibiu (ULBS). Un om unic care a ctitorit și a lăsat semne. Pământul care l-a născut a gemut roditor când a venit pe lume. E un om care a adus faimă și cinste Teatrului Național Radu Stanca, Festivalului Internațional de Teatru de la Sibiu, departamentului de artă teatrală și management cultural al ULBS, teatrului și filmului românesc în general și mai ales pământului ce i-a primit primii pași. Îl simt alături în tot ce înfăptuiesc și îi dedic victoriile la care am visat împreună.”
... Pământul care l-a născut a gemut roditor când a venit pe lume ... scrie metaforic Constantin Chiriac în omagiul adus prietenului său. Este vorba de Marinul natal al actorului Flonda pe care l-a iubit atât de mult. Așa ne-a mărturisit și distinsa doamnă Mioara Flonda, soția regretatului artist, că el a purtat întotdeauna în sufletul său mare și generos familia, părinții săi și locurile care l-au zămislit. Multele sale obligații însă nu-i lăsau timp pentru ca să le vadă mai des. Și a plecat la ceruri cu dorul lor în suflet, mult prea timpuriu, la începutul unei primăveri frumoase.
Diversitatea, amploarea și bogăția activității artistice ale actorului Virgil Flonda ne arată golul pe care l-a lăsat în urma sa. A realizat atâtea lucruri excepționale într-un timp atât de scurt, de parcă ar fi știut că va pleca mai devreme. 
Familia de proveniență a actorului – FLONTA – se pare că este predispusă spre artă, cinci dintre nepoții actorului afirmându-se deja în domeniul muzicii și picturii.
Autorii acestei cărți își exprimă profunda gratitudine pentru toți cei care au făcut posibilă apariția acestei biografii în monografia satului nostru, pentru că Virgil Flonda trebuie să fie cunoscut și de consătenii lui, măcar așa cum l-a cunoscut Sibiul adoptiv și oamenii iubitori de artă și cultură din această țară.
A murit în Germania pe 27 iulie 2006.

## Filmografie
- Munții în flăcări (1980)
- Pruncul, petrolul și ardelenii (1981) - cowboy bărbos de la bar
- Trandafirul galben (1982)
- Întîlnirea (1982) - pescarul bigot Scoruș
- Cucerirea Angliei (1982)
- Ochi de urs (1983)
- Întoarcerea Vlașinilor (1984)
- Horea (1984)
- Fapt divers (1985)
- Trenul de aur (1986)
- Noi, cei din linia întâi (1986)
- Întunecare (1986)
- Totul se plătește (1987)
- Mircea (1989)
- Drumeț în calea lupilor (1990) - Malcasian
- Coroana de foc (1990)
- A unsprezecea poruncă (1991)
- Dumnezeu s-a născut la sat (1996) - Lucian Blaga